# Дройзен, Иоганн Густав
Иоганн Густав Бернхард Дройзен (нем. Johann Gustav Bernhard Droysen; 6 июля 1808[…], Трептов — 19 июня 1884, Берлин) — немецкий историк, профессор Берлинского, Кильского, Йенского университетов. Первым обратился к систематическому исследованию эллинизма, введя этот термин.

## Юность
Родился 5 июля 1808 года в Трептове (в Померании) в семье гарнизонного проповедника. Юноша пережил движение Освободительных войн, бессилие и последовавшее возрождение Пруссии; в доме своего отца он видел Блюхера и Неттельбека, защитника Кольберга, а в 1813 году в Штеттине непосредственно наблюдал приливы и отливы тогдашней борьбы. Он рано познал как возбуждение, так и горести этой войны. Впрочем, семья Дройзенов испытала и более непосредственный сильный удар: отец, который столь же мало щадил себя в качестве пылкого патриота, как и на поприще духовника, хотя и получил в 1814 году назначение в суперинтенданты и на пост первого пастора (pastor primarius) Трептова, однако два года спустя умер, и его смерть привела семью к нищете. Мать Дройзена со своими пятью детьми должна была освободить казённую квартиру в прекрасном Элефантхаузе и заботиться о пропитании своих детей шитьем, штопкой и вязанием.

## Обучение
Лишь с помощью пожертвований со стороны друзей отца Иоганн Густав смог посещать гимназию Св. Марии в Штеттине, а позднее начать занятия в Берлине. Уже гимназистом он был вынужден опробовать свои силы в качестве школьного наставника с тем, чтобы за счет дополнительных уроков пополнить тощий кошелек семьи. Дройзен был домашним учителем великого немецкого композитора Якоба Людвига Феликса Мендельсона Бартольди. Тесные связи, установившиеся между молодыми людьми, доказываются их перепиской; кроме того, Мендельсон переложил на музыку некоторые стихи Дройзена. Впрочем, Дройзен и сам обладал натурой в высшей степени музыкальной; яркое подтверждение этому доставляют его язык, его стиль и художественные зарисовки.
Тогда же, благодаря превосходному учителю греческого языка, Дройзен познакомился с Демосфеном и Софоклом и даже отважился на стихотворный перевод Софокловой «Антигоны». Дальнейшее обучение Иоганн получил в Берлинском университете. Дройзен некоторое время работает преподавателем гимназии в Берлине. Затем он переходит на преподавательскую должность в Берлинский университет.

## Политическая деятельность
C 1844 г. Дройзен участвовал в антидатском национально-освободительном движении в Шлезвиге и Гольштейне; в 1848—1849 гг. был членом Франкфуртского национального собрания, где принадлежал к умеренно-либеральной партии (т. н. Партии казино), секретарь комиссии, занимавшейся выработкой конституции Германии.
Выступал за объединение Германии «сверху» вокруг Пруссии и создание конституционной монархии. После отказа в 1849 прусского короля Фридриха Вильгельма IV принять императорскую корону завершил политическую карьеру, но продолжал проводить политические идеи в своих произведениях.

## Научная работа
В это время Дройзен перевёл Эсхила (1831) и Аристофана (1836—1838), написал «Историю Александра Великого» (1833 г.), а также «Историю эллинизма» (1836—1843). Дройзен с удивительной для молодого ученого (ему нет ещё 30 лет) смелостью ввел в научный оборот термин «эллинизм», охарактеризовав так историческую эпоху в истории стран Восточного Средиземноморья от походов Александра Македонского (334—323 до н. э.) до завоевания этих стран Римом, завершившегося в 30 г. до н. э. подчинением Египта, на которую он распространил концепцию Августа Бёка и Карла Отфрида Мюллера, относившуюся сначала лишь к Греции времен полиса и колонизации. В этом смысле его заслуженно можно поставить в один ряд с «изобретателем» «Средних веков» Христофором Келлером (Целларием) и создателями концепции «Ренессанс» Жюлем Мишле и Якобом Буркхардтом. Дройзен назвал эллинизм новым временем античности, обозначив этим понятием эллинистическую, то есть не чисто эллинскую, а смешанную с восточными элементами культуру, формирование которой было обусловлено распространением политического господства эллинов (греков и македонян) на восточные страны. Македонскую завоевательную политику Дройзен считал движущим началом античной истории.
С 1840-х годов новая и главная сфера его интересов — политическая история Германии. Лекции по эпохе освободительных войн, прочитанные в 1842—1843 гг. и опубликованные в 1846, последовательно развивают идеи свободы и национальной независимости. Основными главами эпопеи освобождения в интерпретации Дройзена становятся Американская и Французская революции, а также борьба Пруссии против Наполеона. Одна из важнейших тем научного творчества Дройзена — проблема объединения Германии, в решении которой он, как представитель малогерманской школы историографии, занимал позицию сторонника «прусского» варианта.
Дройзен сравнивал действия Александра Македонского с событиями германской истории XIX века, а также проводил аналогии между объединением Греции Филиппом II и объединением Германии.
Считая объединение Германии долгом Пруссии, Дройзен рассматривал своё исследование как важное подспорье в решении актуальных политических задач и писал историю Пруссии как предысторию грядущей Единой Германии, отдав этой задаче более 30 лет жизни (первая книга этого 14-томного труда вышла в 1855 г, последняя — в 1886 г., уже после смерти автора).
В противовес проникающим из Англии позитивизму и принципу естественнонаучной закономерности, предпринял попытку дать теоретическую формулировку принципов «немецкой исторической школы». «Очерк историки» Дройзена (1868) восходит к учению Гумбольдта об идеях и прогрессе, и в духе Шлейермахера и «исторической школы» видит особенность исторического метода в том, что он есть искусство «понимания» (Verstehen). Прогресс или развитие в целом состоит у него, как и у Гегеля, в следовании народов друг за другом и в нарастании исторического содержания: старая картина эстафеты.

## Труды
- Geschichte Alexanders des Großen. Perthes, Hamburg [1833].
  - Alexander der Große. Die Biographie. Insel-Verlag, Frankfurt/M. 2004, ISBN 3-458-34738-0 (Nachdr. d. Ausg. Berlin 1833).
- Geschichte der preußischen Politik. Verlag Veit, Leipzig 1855/86.
  1. Die Gründung. Berlin 1855.
  2. Die territoriale Zeit. 1857.
  3. Der Staat des Großen Kurfürsten. 1865.
  4. Zur Geschichte Friedrich I. und Friedrich Wilhelm I. von Preußen. 1869.
  5. Friedrich der Große. 1. Bd. 1874 — 4. Bd. 1886.
- Дройзен И. Г. Историка. Пер. с нем. СПб., 2004. 584 с. (Разработана в 1858—1883 гг., впервые опубликована в 1858 г.: Grundriss Der Historik. Jena, 1858. 27 S.)
- Geschichte der preußischen Politik. Verlag Veit, Leipzig 1855/86
- Дройзен, Иоганн Густав. История эллинизма. — В 3-х томах. — М.: Наука, 2002. — 1370 с. — ISBN 5-02-026753-8.
- Geschichte des Hellenismus. DirectMedia Publ., Berlin 2007, ISBN 978-3-89853-343-0 (1 CD-ROM; Ausg. Hamburg 1836/43
- Дройзен, Иоганн Густав. История эллинизма. — В 3-х томах. — М.: Академический проект, 2011. — ISBN 978-5-8291-1304-9. Архивировано 26 марта 2018 года.

## Семья
Сын — Густав (1838—1908), историк.
Дочь Дройзена — Анна (1842—1918) была замужем за Генрихом Йорданом; другая дочь, Мария (1839—1896) — за Эмилем Гюбнером.

## Цитата
Для занятий историей надо иметь сердце
— Droysen Briefwechsel II 374